# آوریل کورتس
آوریل کورتس (انگلیسی: Oriol Cortes؛ زادهٔ ۲۸ ژوئن ۱۹۸۹) بازیکن فوتبال اهل اسپانیا است.
از باشگاه‌هایی که در آن بازی کرده‌است می‌توان به باشگاه فوتبال اورنج کانتی بلوز اشاره کرد.